# Torre de n'Urbano
|  | Vegeu altres significats a Torre del Moro |

La torre de n'Urbano, o Torre del Moro III, és un edifici d'Alcanar declarat bé cultural d'interès nacional.

## Descripció
És una torre fortificada, a ponent de l'antic camí del Bandoler, i té planta quadrada i murs de maçoneria fins a l'altura del primer pis, angles de carreus de pedra picada. La porta és al mur que dona al mar, situada a la part dreta connectant amb l'angle del mur, en forma d'arcada ben adovellada. Hi ha dues finestres, espitlleres en el mur frontal i en el que mira al Montsià, i diverses obertures posteriors (més modernes). Al cim, hi ha tres matacans, tots sobre dues mènsules. La part superior de la torre es troba molt malmesa, sense cap resta de merlets. A l'interior es conservava a la planta el sostre original, de volta de mig punt de maçoneria arrebossada, amb una obertura per a accedir al primer pis. Aquest, cobert amb sostre pla de cabirons de fusta amb rajoles a sobre, aparentment, és més vell que els de les altres dues torres del moro. Actualment serveix només com a aixopluc i per això està bastant deteriorada.

## Història
Forma part del grup conegut com a "torres del moro", dintre el conjunt de fortificacions de la línia dels Alfacs («Torres dels Alfacs»). Sembla que es van aixecar en el darrer quart del segle xvi, quan es van intensificar els atacs a la costa tortosina del pirates turcs i àrabs
Tenien la doble missió de defensa i vigilància, i la ciutat de Tortosa era encarregada de la construcció i del manteniment, ajudada per la corona espanyola. Tortosa pagava els salaris als guardes, preocupant-se dels abastaments militars i de la conservació de l'obra. El responsable de cada fortificació era el guaita o cap de guaites. A més de la línia dels Alfacs, que es continuava fins a Amposta, Tortosa mantenia també les línies litorals de la Candela fins al Coll de Balaguer i la de l'Ebre, des de l'Assut fins a Amposta, a més de diferents vies interiors, amb les quals assegurava la defensa del territori.